# Arad, Israel
‘Arad (hebreiska: ערד) är en ort i Israel.   Den ligger i distriktet Södra distriktet, i den sydöstra delen av landet. ‘Arad ligger 613 meter över havet och antalet invånare är 23 700.
Terrängen runt ‘Arad är kuperad österut, men västerut är den platt. ‘Arad ligger uppe på en höjd. Runt ‘Arad är det ganska glesbefolkat, med 42 invånare per kvadratkilometer. ‘Arad är det största samhället i trakten. Trakten runt ‘Arad är ofruktbar med lite eller ingen växtlighet.